# Janusz Brzozowski (informatyk)
Janusz Antoni Brzozowski (ur. 10 maja 1935 w Warszawie, zm. 24 października 2019 w Kanadzie) – polski informatyk mieszkający w Kanadzie, twórca teorii pochodnych wyrażeń regularnych nazywanych dziś pochodnymi Brzozowskiego od jego nazwiska.
W 1962 roku Brzozowski otrzymał tytuł doktora w dziedzinie inżynierii elektrycznej na Uniwersytecie Princeton – praca pt. Techniki wyrażeń regularnych dla obwodów sekwencyjnych (ang. Regular Expression Techniques for Sequential Circuits) pod kierunkiem Edwarda J. McCluskey. Od 1967 do 1996 roku był profesorem na University of Waterloo. Znany jest z wkładu w dziedziny takie jak logika matematyczna, teoria obwodów i teoria automatów.

## Osiągnięcia naukowe
Brzozowski pracował nad wyrażeniami regularnymi i półgrupami składniowymi języków formalnych. Rezultatem badań była praca pt. Characterizations of locally testable events napisana wspólnie z Imre Simon, która wywarła podobny wpływ na rozwój algebraicznej teorii języków formalnych co charakteryzacja języków bez domknięć Kleene'ego (star-free languages) Schützenbergera.

## Prace naukowe
- J.A. Brzozowski: Derivatives of regular expressions, Journal of the ACM 11(4): 481–494 (1964)
- J.A. Brzozowski, I. Simon: Characterizations of Locally Testable Events, FOCS 1971, pp. 166–176
- R. S. Cohen, J.A. Brzozowski: Dot-Depth of Star-Free Events. Journal of Computer and System Sciences 5(1): 1-16 (1971)
- J.A. Brzozowski, R. Knast: The Dot-Depth Hierarchy of Star-Free Languages is Infinite. Journal of Computer and System Sciences 16(1): 37–55 (1978)

## Książki
- J.A. Brzozowski, M. Yoeli: Digital Networks. Prentice–Hall, 1976
- J.A. Brzozowski, C.-J.H. Seger: Asynchronous Circuits. Springer-Verlag, 1995